# MAN SÜ 240
De MAN SÜ 240 is een bus, geproduceerd door de Duitse busfabrikant MAN van 1973 tot 1989. De MAN SÜ 240 is een eerste generatie standaard VÖV-lijnbus voor op de streekdienst en is de opvolger van de MAN SÜ 230. Naast de SÜ 240 werd tegelijk door MAN ook een bus gebouwd voor op de stadsdienst, de MAN SL 200.

## Inzet
De bussen werden ingezet in verschillende landen. De meeste exemplaren kwamen voor in Duitsland, maar daar naast zijn er verschillende exemplaren geëxporteerd naar o.a. België. In België kwamen de bussen enkel voor bij enkele pachters voor De Lijn. Deze hadden de bussen tweedehands gekocht. Inmiddels zijn de meeste bussen buiten dienst genomen.
| Land      | Bedrijf     | Serie   | Aantal | Inzet                   | Opmerking       |
| --------- | ----------- | ------- | ------ | ----------------------- | --------------- |
| België    | Vandenaweel | 367110  | 1      | West-Vlaanderen         | Tweedehands bus |
| België    | Vandenaweel | 367199c | 1      | West-Vlaanderen         | Tweedehands bus |
| Luxemburg | Sales-Lentz | BU 210  | 1      | Streekvervoer           |                 |
| Luxemburg | Sales-Lentz | BU 241  | 1      | Streekvervoer           |                 |
| Luxemburg | Sales-Lentz | BU 291  | 1      | Streekvervoer           |                 |
| Luxemburg | TICE        | 1-4     | 4      | Kanton Esch-sur-Alzette |                 |
| Luxemburg | TICE        | 9-20    | 12     | Kanton Esch-sur-Alzette |                 |
| Luxemburg | TICE        | 75-99   | 25     | Kanton Esch-sur-Alzette |                 |